# Louis VI du Palatinat
Pour les articles homonymes, voir Louis VI.
Louis VI du Palatinat (4 juillet 1539, Simmern – 22 octobre 1583, Heidelberg), électeur palatin de la branche Palatinat-Simmern de la Maison de Wittelsbach, convertit le Palatinat au luthéranisme. Il réforme l’Université de Heidelberg et modernise l’administration du pays.

## Biographie
Il est le fils de Frédéric III le Pieux, électeur palatin du Rhin (1515-1576) et de Marie de Brandebourg-Culmbach (1519-1567). Sa mère l'emmène avec elle à la cour du margrave Philibert de Bade pour l'éduquer dans la foi luthérienne. Il épouse le 8 juillet 1560 à Marbourg Élisabeth de Hesse (1539-1582), fille du landgrave Philippe le Magnanime (1504-1567) et de Christine de Saxe de la maison de Wettin (1506-1549). Douze enfants sont issus de cette union :
- Marie de Palatinat-Wittelsbach , 1561-1589, épouse de Charles IX de Suède.
- Élisabeth, 1562-1562.
- Dorothée-Élisabeth, 1565-1565.
- Dorothée, 1566-1567.
- Frédéric-Philippe, 1567-1568.
- Jean-Frédéric (mort en moins d'un mois après la naissance)
- Louis (mort dans un délai de trois mois de naissance)
- Catherine, 1572-1586.
- Christine, 1573-1619.
- Frédéric IV du Palatinat, 1574-1610, électeur Palatin.
- Philippe, 1575-1575.
- Élisabeth, 1576-1577.

Nommé en 1563 lieutenant général du Haut-Palatinat, il fréquente l’université de Dole l'année suivante pour apprendre le français. En tant qu'héritier présomptif du titre d'électeur palatin, il se forme au gouvernement auprès de la chancellerie du prince Othon-Henri du Palatinat.
Ainsi, Louis, contrairement à son père Frédéric III, n'est pas calviniste. Sa propre épouse le conforte dans la foi luthérienne, ce qui pousse son père à lui préférer son cadet Jean-Casimir pour la succession. L'opposition entre les deux frères atteint son paroxysme au décès de Frédéric III, et ne s'apaise qu'en 1578.
Louis impose le Luthéranisme à l’Université de Heidelberg, et éclaircit au besoin les rangs des professeurs : les théologiens calvinistes qu'il a congédiés trouvent protection à Neustadt an der Weinstraße auprès du comte Jean-Casimir, son frère cadet, où ils ouvrent le Collegium Casimirianum. Au cours de la Guerre de Cologne, Louis est le seul prince luthérien à prendre fait et cause pour le prince-archevêque Gerhard Truchsess de Waldbourg. Dans le cadre de la réforme religieuse de l'électorat, Louis modifie l'étiquette, l'organisation des milices bourgeoises et finalement édicte en 1582 les principes d'une nouvelle administration.
De 1577 à sa mort, Louis VI est membre du conseil de régence du margraviat de Bade-Durlach, institué dans l'attente de la majorité du prince Ernest-Frédéric. Louis, « poitrinaire » depuis l'âge de 21 ans, n'a que 44 ans lorsqu'il meurt à Heidelberg (1583). Il est inhumé dans l’Église du Saint-Esprit (Heidelberg). De son mariage sont issus deux enfants :
1. Anne-Marie dite Marie de Palatinat-Wittelsbach (1561-1589) qui épousa en 1579 le roi Charles IX de Suède de la dynastie de Vasa (1550-1611).
2. Frédéric IV du Palatinat (1574-1610) qui suit.